# Дуно фон Бамберг
Дуно фон Бамберг (ок. 1170) е приор на бенедиктинския манастир „Св. Михаил“ в град Бамберг, провинция Бавария, Германия.
Неговото име се споменава в източници предимно във връзка с Хилдегард от Бинген – първата представителка на немската мистика през Средновековието. През 1169 – 1170 г. Дуно и Хилдегард обменят писма, които днес са от особен интерес за изследователите на феминизирането на религиозния език. Част от кореспонденцията е запазена в каталог с писма, издаден през 1566 г. Каталогът е запазен и може да се види в Museum am Strom в Бинген на Рейн.